# Габес (город)
Га́бес (араб. قابس‎), в античное время называвшийся Такапе — город в Тунисе на побережье Габесского залива, столица одноимённого вилайета. С населением в 116 тыс. человек (по переписи 2004 года) — шестой по численности населения город Туниса.

## История
Страбон упоминал Такапе как важный форпост на берегах Малого Сирта. В VII веке был завоёван мусульманами. 
Кабес (Кобос) в эпоху гаонов был одним из культурных центров североафриканских евреев.
С 1881 года — под французским протекторатом. Во время Второй мировой войны был почти полностью разрушен. С 1956 года город входит в состав независимого Туниса.

## Экономика
Габес является одним из крупнейших промышленных центров Туниса. Сильно развита химическая промышленность (производство цемента, нефтепереработка), также важными отраслями являются сельское хозяйство (финики, гранаты)  и рыболовство. Имеется крупный морской порт, специализирующийся на вывозе фосфоритов, добытых в вилайете Гафса и международный аэропорт Габес/Матмата.

## Климат
| Показатель              | Янв. | Фев. | Март | Апр. | Май | Июнь | Июль | Авг. | Сен. | Окт. | Нояб. | Дек. | Год |
| ----------------------- | ---- | ---- | ---- | ---- | --- | ---- | ---- | ---- | ---- | ---- | ----- | ---- | --- |
| Абсолютный максимум, °C | 27   | 31   | 37   | 42   | 43  | 46   | 50   | 47   | 49   | 44   | 36    | 27   | 50  |
| Средний максимум, °C    | 16   | 18   | 21   | 23   | 26  | 28   | 32   | 33   | 32   | 27   | 22    | 17   | 24  |
| Средний минимум, °C     | 6    | 7    | 9    | 12   | 16  | 19   | 22   | 22   | 21   | 17   | 11    | 7    | 13  |
| Абсолютный минимум, °C  | −3   | −2   | 2    | 4    | 4   | 6    | 9    | 14   | 12   | 6    | 1     | 0    | −3  |
| Норма осадков, мм       | 23   | 18   | 20   | 10   | 8   | 0    | 0    | 3    | 13   | 31   | 31    | 15   | 172 |
| Источник: BBC Weather   |      |      |      |      |     |      |      |      |      |      |       |      |     |

## Достопримечательности
Габес известен своим суком. На пляжах города в ближайшее время планируется построить туристическую зону. Оазис города — кандидат на включение в список Всемирного наследия ЮНЕСКО. В окрестностях города туристов привлекают берберские деревни округа Матмата.

## Города-партнёры
- Линц
- Сен-Бриё